# Evolution
Az Evolution vagy Novell Evolution (korábban Ximian Evolution, utalva arra hogy a Novell 2003-ban felvásárolta a Ximian -t) a hivatalos személyes információkezelő és csoport-információkezelő a  GNOME asztalhoz (amelyet például sok Linux-disztribúció is használ). Több komponense van, elsősorban e-mail, naptár, címjegyzék, és tennivalók listája. A GNOME 2.8-as kiadása óta, azaz 2004 szeptembere óta hivatalos összetevő. Az Evolution fejlesztésének fő támogatója a Novell.
Az Evolution támogatja többek között a POP3, az IMAP és a Microsoft Exchange protokollokat.
A projekt weboldala

## Lásd még
- Mozilla Thunderbird e-mail kliens

## Külső hivatkozások
- Az Evolution honlapja

1. ↑  Evolution 3.56.2 2025-05-23, 2025. május 23. (Hozzáférés: 2025. május 26.)